# ブルース・サープ
ブルース・サープ（R. Bruce Tharpe）は、アメリカ合衆国のプロレス団体、NWAの社長。ブラウンズビル (テキサス州)在住。

## 来歴
元々父親がリングアナウンサーをしていた関係でプロレス界とも関係が深く、弁護士の職を持ちながら、テキサス地区のブラウンズビルを中心としたプロモーターを行いつつ、NWAにもプロモーターの立場で加盟していた。だが、2012年に加盟団体の保険制度に不正があるとし、NWA理事会に提訴するがNWAの専務理事がこれに応じなかったため、裁判となり、同年8月にサーブがNWA標章の権利を勝ち取り実権を掌握。その後正式にNWAを買い取り社長に就任する。

## 日本との接点
父親がリングアナウンサーをしていた関係で、ジャイアント馬場がチャンピオンシップ・レスリング・フロム・フロリダを訪れたさい、父親がリングアナウンサーとして招聘、そのさい馬場から一緒に誘われ来日している。
NWAの社長に就任後、タイガー服部を介し、新日本プロレスに挑戦状を送るという形で業務提携を行い、出場する選手のマネージャーとして参戦。当初はただのマネージャーであったが、次第にパフォーマンスがエスカレート。「コンニチハー、ニホンジン!!ワタシハ、ナショナルレスリングアライアンスシャチョー、ブルース・サープデス!ワカリマスカ!!!」というマイクアピール、試合にもレフェリーの目を盗んで介入するなど、時には来日するレスラーよりも印象に残るパフォーマンスで日本のプロレスファンを楽しませている。
毎試合色違いのジャケットを着用しており、ファンの間ではこれも見どころの一つとなっている。